# تيودور روسو
تيودور روسو (بالفرنسية: Théodore Rousseau)‏ المؤسس الفعلي لمدرسة «الباربيزون» التي مجدت الطبيعة في لوحات شاعرية. نشأ في باريس وبدأ يتعلم التصوير في مدرسة الفنون الجميلة وسنه أربعة عشر عاما وعندما أتخذ التصوير مهنة له قام برحلات إلى الجهات الخلوية المحيطة بباريس في الفترة 1826-1829 لرسم المناظر الطبيعية بها وكان من ضمنها اطراف غابة فونتين بلو . صار روسو أبرع مصوري الطبيعة الغير أكاديمية في عام 1833 وسنه واحد وعشرون عاما واهتم بدراسة الأشجار والأرواق وهي فوق الأغصان والصخور وعندما عرضت لوحاته في معارض صالون سنوات الفترة 1831-1836 رفضت وعرف باسم المرفوض العظيم لتعدد رفض لوحاته ولم تقابل دقته الواقعية في تسجيل الطبيعة بأي تقدير من المشرفين على الصالون .. تعود روسو عام 1837م أن يعود إلى قرية باربيزون كل صيف تقريبا ليقضي فيها فصل الصيف وصار الشخصية الرئيسية لهذه المجموعة إلا أن لوحة الطبيعة التي رسمها في الفترة 1873- 1848م كانت ترفض باستمرار من رجال الصالون بجعوى ريفيتها ولم تأته الشهرة إلا متأخره مع قيام الثورة ضد الملك فيليب الثاني وتأسيس الجمهورية الثانية 1848-1852 حيث قوبلت أعماله بالتشجيع في صالون 1848م وحصل على جائزة من المحكمين . وتأكد نجاح روسو عندما حصصت له قاعة منفردة صالون في المعرض العالم عام 1855 ويوضح أسلوبه الرومانتي في تصوير الطبيعة لوحة منظر على أطراف غابة فونتين بلو 1855 ويلاحظ في هذه اللوحة وفي اغلب أعماله إن أسلوبه كان متأثرا بمدرسة تصوير الطبيعة الهولندية هوبيما ورويزديل وبالمصور الإنجليزي كونستابل والفرنسي كلود لورين.

## روابط خارجية
- تيودور روسو على موقع الموسوعة البريطانية (الإنجليزية)
- تيودور روسو على موقع إن إن دي بي (الإنجليزية)
- تيودور روسو على موقع ديسكوغز (الإنجليزية)